# Antoni Bader
Antoni Bader (ur. 1768, zm. 13 marca 1842 w Warszawie) – nauczyciel.

## Życiorys
Urodził się w 1768 w rodzinie Antoniego i Elizy z domu Barcz i w pierwszych latach XIX wieku utrzymywał pensję dla uczącej się młodzieży gdzie wśród nauczycieli był m.in. Ludwik Osiński i Jan Kruszyński. W chwili powstania Księstwa warszawskiego, Bader był rektorem i profesorem szkół w Łęczycy.
W 1816 został przeniesiony do Warszawy i jego projektem jest powołanie szkoły dla rzemiosła. Dzięki jego zabiegom i staraniom 9 lutego 1817 powstała w Warszawie Szkoła Rzemieślniczo-Niedzielna, która w październiku roku następnego liczyła 1342 uczniów. Bader został mianowany dyrektorem, a następnie rektorem tej Szkoły.
Był również autorem przekładu na język polski „Technologji czyli nauki użytkowania z płodów przyrodzonych" niemieckiego autora Funke, wydanego w Warszawie w 1814.
Żonaty był z Marianną z domu Hempel z którą mieli sześcioro dzieci: Korneliusza, Zenonę Ewę, Antoniego, Karolinę, Marię i Modesta. Zmarł 13 marca 1842 w Warszawie i pochowany został na cmentarzu Powązkowskim.